# Кервіни
Кервіни (пол. Kierwiny, нім. Kerwienen) — село в Польщі, у гміні Ківіти Лідзбарського повіту Вармінсько-Мазурського воєводства.
Населення — 255 осіб (2011).
У 1975-1998 роках село належало до Ольштинського воєводства.

## Демографія
Демографічна структура станом на 31 березня 2011 року:
|          | Загалом | Допрацездатний вік | Працездатний вік | Постпрацездатний вік |
| -------- | ------- | ------------------ | ---------------- | -------------------- |
| Чоловіки | 143     | 32                 | 101              | 10                   |
| Жінки    | 112     | 24                 | 67               | 21                   |
| Разом    | 255     | 56                 | 168              | 31                   |